# Zhang Yanchun
Zhang Yanchun (ur. 25 września 1978) – chińska judoczka.
Startowała w Pucharze Świata w 2005. Brązowa medalistka mistrzostw Azji w 2005 roku.